# Muine Bheag

Muine Bheags stadsvapen

Muine Bheag (alternativt Muinebeag, även känd som Bagenalstown) är ett samhälle i grevskapet Carlow i Republiken Irland. Muine Bheag ligger söder om grevskapets huvudort Carlow och är den tredje största orten i grevskapet. 
Samhället har 2 532 invånare (2006) på en yta av 3,10 km². Hela tätorten, inklusive områden utanför samhällets administrativa gräns, har 2 735 invånare (2006). Det totala administrativa närområdet, som består av valdistrikten Muinebeag Urban och Muinebeag Rural, har totalt 3 191 invånare (2006) på en yta av 17,94 km². 
Det engelska namnet Bagenalstown används ofta även om det iriska namnet är officiellt. Det engelska namnet kommer ifrån Lord Bagenal som grundlade staden under 1700-talet. Han baserade staden på Versailles i Frankrike men förenklade byggnaderna. Tingshuset är mycket likt det i Versailles.
Järnvägsstationen öppnades år 1846. Huvudvägen mellan Dublin och Waterford, N9, går i närheten av Muine Bheag.
Varje år i augusti månad hålls här en populär blomsterfestival.